# 햐쿠타케 1 혜성
햐쿠타케 1 혜성(일본어: 百武第一彗星, 공식 명칭 C/1995 Y1)은 1995년 12월 26일 햐쿠타케 유지가 발견한 장주기 혜성으로, 다음 해 2월 7일에 근일점을 지났다.

## 발견
현지 시간으로 1995년 12월 26일 새벽, 가고시마현의 하야토 마을에 있던 아마추어 천문학자 햐쿠타케 유지는 대물렌즈 150 mm의 쌍안경을 이용하여 혜성을 찾던 중, 바다뱀자리에서 겉보기등급 10.5, 각지름 3.5분의 혜성을 발견하였다. 혜성이 움직이는지는 그 당시에 확인할 수 없었지만, 햐쿠타케 유지는 팩스를 이용하여 일본 천문학회에 자신의 발견을 보고하였다.
이를 확인하기 위한 관측은 다음 날 밤 진행되었으며, 이후 국제천문연맹에서는 이 혜성을 새로운 혜성 "C/1995 Y1"로 발표하였다.

## 출현
햐쿠타케 1 혜성은 뱀주인자리, 뱀자리, 독수리자리를 지나며 은하수를 따라 이동했으며, 근일점을 통과할 무렵에는 7등급에 달할 정도로 밝아졌다. 그 후 4월 페가수스자리로 이동할 무렵에는 10등급으로 어두워졌다. 혜성 관측은 9월까지 진행되었었다.

## 잡다한 사실
- 햐쿠타케 유지는 1 혜성의 발견 1달 후 자신이 발견한 혜성을 다시 찾아보기 위해 혜성 근처 밤하늘을 수색했는데, 이 과정에서 우연찮게 햐쿠타케 2 혜성을 발견하였다. 2 혜성은 추후 "1996년의 대혜성"이라고 불릴 정도로 밝아졌다.
- 햐쿠타케 유지가 혜성 2개를 발견한 장소는 현재 "혜성 발견의 비"가 세워져 작은 광장으로 정돈되어 있다.[6]

## 같이 보기
- 햐쿠타케 혜성
- 햐쿠타케 유지